# Llista d'episodis de Mr. Bean

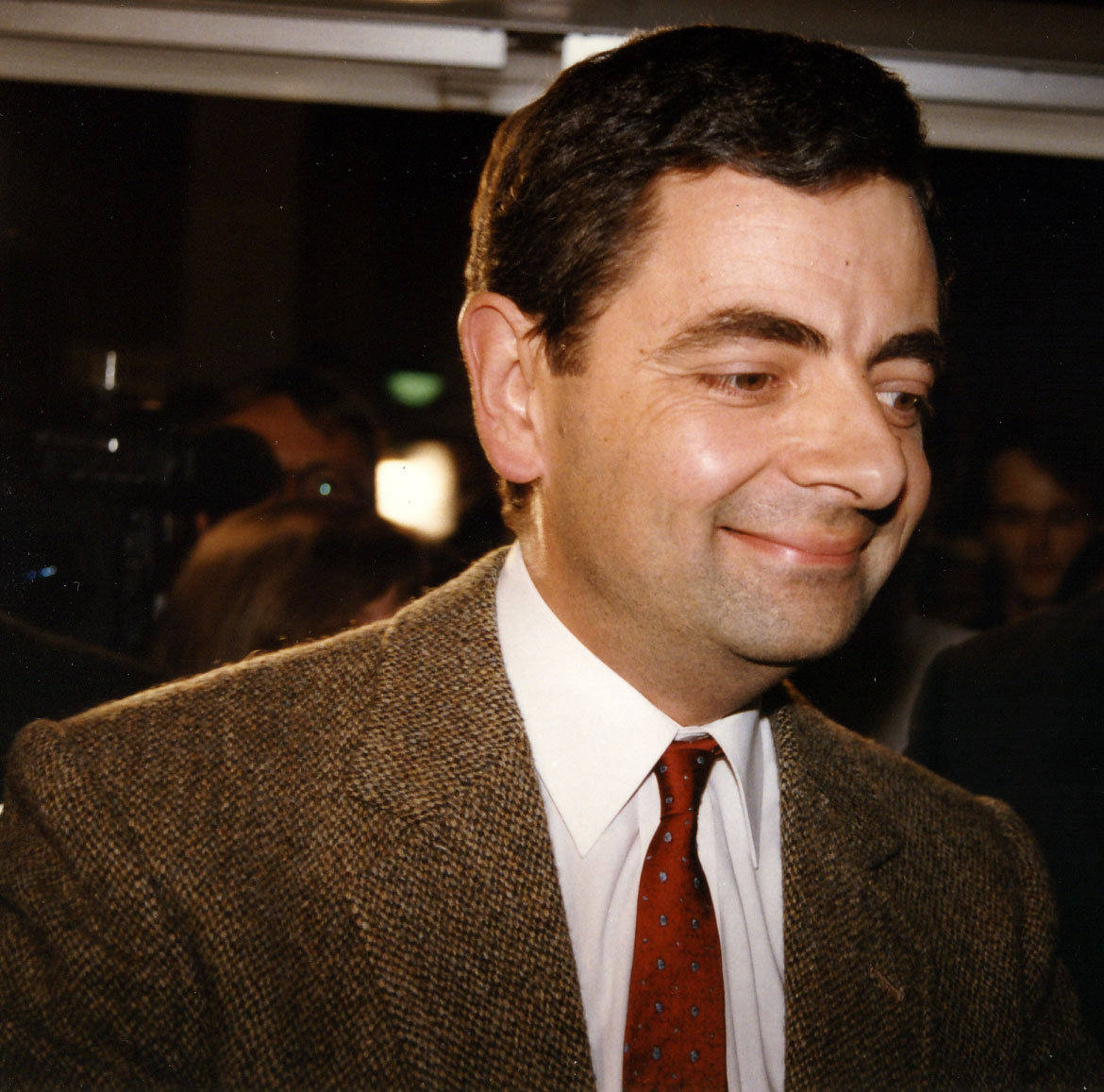
Rowan Atkinson promocionant la seva pel·lícula Bean a Hürth, Alemanya (1997)

Aquesta és una guia d'episodis de la sèrie de televisió Mr. Bean amb Rowan Atkinson, que es va emetre al Regne Unit entre l'1 de gener de 1990 i el 15 de novembre de 1995.

## Episodis
| # | Títol                                                            | Directors                 | Guionistes                                                    | Emissió al Regne Unit  | Emissió a Catalunya    |
| --- | ---------------------------------------------------------------- | ------------------------- | ------------------------------------------------------------- | ---------------------- | ---------------------- |
| 1 | «Mr. Bean / Qui dies passa, anys empeny» «Mr. Bean»              | John Howard Davies        | Ben Elton, Richard Curtis, Rowan Atkinson                     | 1 de gener de 1990     | 31 de desembre de 1990 |
| Mr. Bean intenta fer trampes en un examen abans que s'esgoti el temps per entregar-lo; però, tot i que porta la seva mascota de la sort, no se'n surt gaire bé. A la platja, té alguns problemes després de descobrir una original manera de posar-se el banyador. I a l'església resol un problema de pessigolleig nasal inventant un nou concepte de mocador de butxaca. |                                                                  |                           |                                                               |                        |                        |
| 2 | «El retorn del senyor Bean» «The Return of Mr. Bean»             | John Howard Davies        | Richard Curtis, Robin Driscoll, Rowan Atkinson                | 5 de novembre de 1990  | 31 de desembre de 1991 |
| Mr. Bean emprèn un viatge pels grans magatzems i s'entusiasma tant amb les seves compres que, fins i tot, acompanya un altre client dels magatzems fins als lavabos. En un exclusiu restaurant, es despatxa amb un 'steak tàrtar' sense ni tan sols provar-ne un mos. Per acabar, Mr. Bean té l'honor de poder donar la mà a la reina, que realment, perd el sentit quan el coneix... |                                                                  |                           |                                                               |                        |                        |
| 3 | «La maledicció de Mr. Bean» «The Curse of Mr. Bean»              | John Howard Davies        | Richard Curtis, Robin Driscoll, Rowan Atkinson                | 30 de desembre de 1990 | 25 de desembre de 1991 |
| Mr. Bean és a la part més profunda d'una piscina. Primer, cau del trampolí i, més tard, perd el banyador. Després d'esquivar una inoportuna barrera del pàrquing amb els seus peculiars mètodes, decideix fer un pícnic al parc i inventa una enginyosa manera de menjar 'a la fresca'. Finalment, en una sessió de cinema, Mr. Bean mostra com les crispetes poden arruïnar una amistat. |                                                                  |                           |                                                               |                        |                        |
| 4 | «Mr. Bean se'n va a ciutat» «Mr. Bean Goes to Town»              | Paul Weiland, John Birkin | Richard Curtis, Robin Driscoll, Rowan Atkinson                | 15 d'octubre de 1991   | 6 d'octubre de 1992    |
| Mr. Bean confia que el nou aparell de televisió que acaba de comprar funcioni correctament. Quan la seva altra nova joguina - una càmera Polaroid- desapareix, ell aconsegueix agafar el lladre en una inusual sessió d'identificació. Finalment, el podem veure en un "night club" participant en un espectacle de màgia i fent acrobàcies en una discoteca. |                                                                  |                           |                                                               |                        |                        |
| 5 | «Els maldecaps de Mr. Bean» «The Trouble with Mr. Bean»          | Paul Weiland, John Birkin | Richard Curtis, Robin Driscoll, Rowan Atkinson                | 1 de gener de 1992     | 29 de setembre de 1992 |
| Mr. Bean té visita al dentista i arriba tard. Per guanyar temps, es vesteix al cotxe mentre condueix cap a la consulta. Allà, el dentista cau inconscientment i Mr. Bean fa un intent d'arreglar-se la boca ell mateix. Més tard, relaxant-se en un parc, agafa el control -sense saber-ho- d'una cadira de rodes i descobreix que matar una vespa no dona cap tros de pastís. |                                                                  |                           |                                                               |                        |                        |
| 6 | «Mr. Bean cavalca altre cop» «Mr. Bean Rides Again»              | Paul Weiland, John Birkin | Richard Curtis, Robin Driscoll, Rowan Atkinson                | 17 de febrer de 1992   | 13 d'octubre de 1992   |
| Mr. Bean demostra que és un tipus molt llest quan ressuscita una víctima d'un atac de cor electrocutant-la. Després, troba una bústia que li serveix d'amagatall, tota una experiència que li és molt útil quan ha de preparar una maleta amb molt poca capacitat. Quan les coses sembla que tornen a la normalitat i mentre Mr. Bean està en un avió, fa amistat amb un nen que li donarà una sorpresa amagada en la seva bossa per al mareig...                                                                                           |                                                                  |                           |                                                               |                        |                        |
| 7 | «Bon Nadal, Mr. Bean» «Merry Christmas, Mr. Bean»                | John Birkin               | Richard Curtis, Robin Driscoll, Rowan Atkinson                | 29 de desembre de 1992 | 31 de desembre de 1993 |
| Mr. Bean està molt il·lusionat amb el Nadal. Fa amistat amb una banda de música de l'Exèrcit de Salvació i torna a casa amb un arbre de Nadal que ha aconseguit trobar. El dia de Nadal el seu mitjó està ple de sorpreses, i la més gran de totes la guarda per a la seva xicota. Desgraciadament, aquest regal no és allò que ella s'espera i el deixa plantat. Malgrat això, les festes de Nadal de Mr. Bean acaben explosivament. |                                                                  |                           |                                                               |                        |                        |
| 8 | «Mr. Bean a l'habitació 426» «Mr. Bean in Room 426»              | Paul Weiland              | Robin Driscoll, Rowan Atkinson                                | 17 de febrer de 1993   | 11 de juliol de 1994   |
| Mr. Bean passa un cap de setmana en un hotel i intentarà que l'habitació que li han donat sembli casa seva amb l'ajuda d'una màquina de fer forats i un quadre de Shirley Bassey. A més, els seus intents de competir amb un altre hoste resultaran fracassats amb les ostres i realment descarats pels passadissos de l'hotel, però li aportaran una breu incursió en el vestuari d'un cèlebre artista. |                                                                  |                           |                                                               |                        |                        |
| 9 | «Faci-ho vostè mateix, Mr. Bean» «Do-It-Yourself Mr. Bean»       | John Birkin               | Robin Driscoll, Rowan Atkinson                                | 10 de gener de 1994    | 19 de setembre de 1995 |
| La festa de cap d'any de Mr. Bean no té gens d'èxit. Però el primer dia de l'any té les seves consolacions quan utilitza una enginyosa tàctica per assegurar a la baca del cotxe un saldo que ha comprat, encara que s'excedirà una mica. En un atac de fer bricolatge, Mr.Bean intenta endreçar ell sol els mobles a la baca i l'explosió resultant farà que sigui un any per recordar. |                                                                  |                           |                                                               |                        |                        |
| 10 | «Compte amb el nen, Mr. Bean» «Mind the Baby, Mr. Bean»          | Paul Weiland              | Robin Driscoll, Rowan Atkinson                                | 25 d'abril de 1994     | 18 de juliol de 1994   |
| Tota la diversió del parc d'atraccions espera a Mr. Bean fins que, inesperadament, es troba amb la feina de cuidar un nen petit. Ell, però, no s'acovardeix i es disposa a passar un dia divertit, tot i haver de front a les carreres dels autos de xoc, a uns bolquers voladors i a un cotxe flotant. I encara té temps de guanyar al bingo i perdre un peix de colors. Afortunadament, el seu petit amic surt il·lès d'aquesta aventura i pot tornar amb la seva mare gràcies a un tir amb arc de Mr. Bean.                              |                                                                  |                           |                                                               |                        |                        |
| 11 | «Tornem a l'escola, Mr. Bean» «Back to School Mr. Bean»          | John Birkin               | Robin Driscoll, Rowan Atkinson                                | 26 d'octubre de 1994   | 3 d'octubre de 1995    |
| Un dia d'Educació per a Adults fa tornar Mr. Bean a la seva escola local, on té diverses lliçons per aprendre. El caos és gairebé equivalent a la confusió que es forma per entrar, per casualitat, a una classe d'art. Després de ser esbroncat pel professor de judo, Mr. Bean s'adona que ha perdut uns pantalons d'anar a caçar. La seva alegria quan, per fi, troba els pantalons s'acaba ràpid en veure que el seu estimat cotxe ha estat aixafat per un tanc. Però, fins i tot llavors, troba que la vida té les seves compensacions |                                                                  |                           |                                                               |                        |                        |
| 12 | «Juga a golf, Mr. Bean» «Tee Off, Mr. Bean»                      | John Birkin               | Robin Driscoll, Rowan Atkinson                                | 20 de setembre de 1995 | 18 de gener de 1997    |
| 13 | «Bona nit, Mr. Bean» «Goodnight Mr. Bean»                        | John Birkin               | Robin Driscoll, Rowan Atkinson                                | 31 d'octubre de 1995   | 31 de desembre de 1996 |
| 14 | «Pentinats per Mr. Bean de Londres» «Hair by Mr. Bean of London» | John Birkin               | Robin Driscoll, Rowan Atkinson                                | 15 de novembre de 1995 | Sense anunciar         |
| Mr. Bean visita una perruqueria i, de cop, com sempre, es veu immers en unes complicacions absurdes, i converteix en complicat el que no ho era, fins que esdevé un problema irresoluble. |                                                                  |                           |                                                               |                        |                        |
| 15 | «The Best Bits of Mr. Bean»                                      | John Howard Davies        | Rowan Atkinson, Richard Curtis, Robin Driscoll with Ben Elton | 15 de desembre de 1995 | Sense anunciar         |